# Benigne recidiverende intrahepatische cholestase
Benigne recidiverende intrahepatische cholestase, kortweg BRIC, is een zeldzame erfelijke aandoening die voor het eerst beschreven is in 1959 en meestal pas in de vroege ouderdom wordt gediagnosticeerd. Een publicatie uit 1987 vermeldt dat er wereldwijd pas 70 gevallen bekend waren. De ziekte wordt gekenmerkt door aanvallen van cholestase: belemmeringen van de afvoer van gal uit de lever, wat gepaard gaat met geelzucht. Dit hoeft echter niet tot cirrose te leiden. Ondanks de geringe mogelijkheden tot genezing is de langetermijn-prognose van de patiënten goed.
BRIC komt in Nederland bij ongeveer één op de miljoen mensen voor. In Nederland zijn er twintig patiënten gediagnosticeerd, van wie zes woonachtig in Bunschoten-Spakenburg. De ziekte wordt daarom in Nederland vaak Spakenburgse ziekte genoemd.
In Nederland is er één onderzoeksgroep die onderzoek doet naar BRIC. Onder leiding van dr. Houwen worden in het Wilhelmina Kinderziekenhuis in Utrecht de oorzaken en behandeling van BRIC onderzocht.